# Bronisław Pietraszewicz

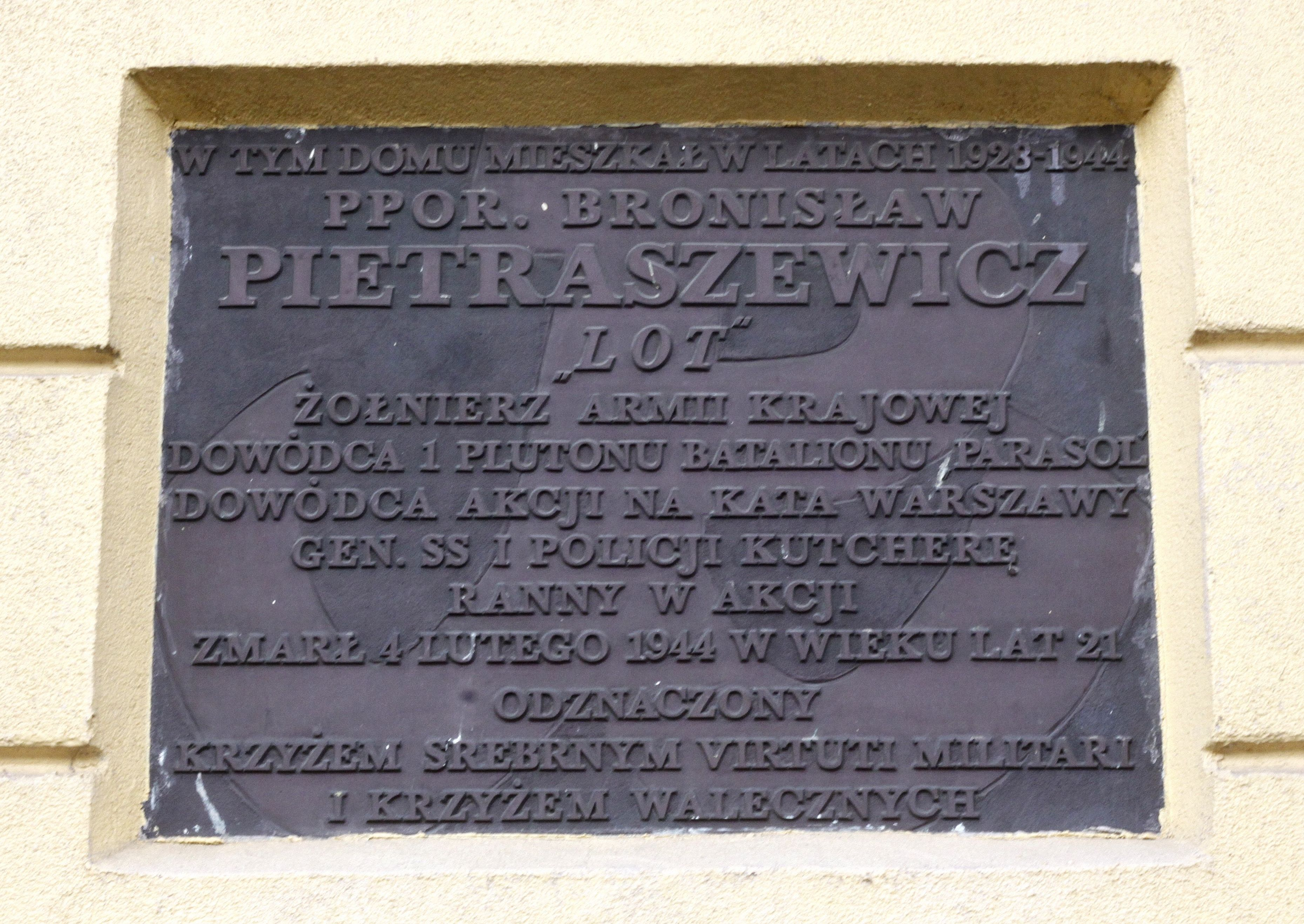
Tablica upamiętniająca Bronisława Pietraszewicza „Lota” przy ul. Słowackiego 38/46 w Warszawie

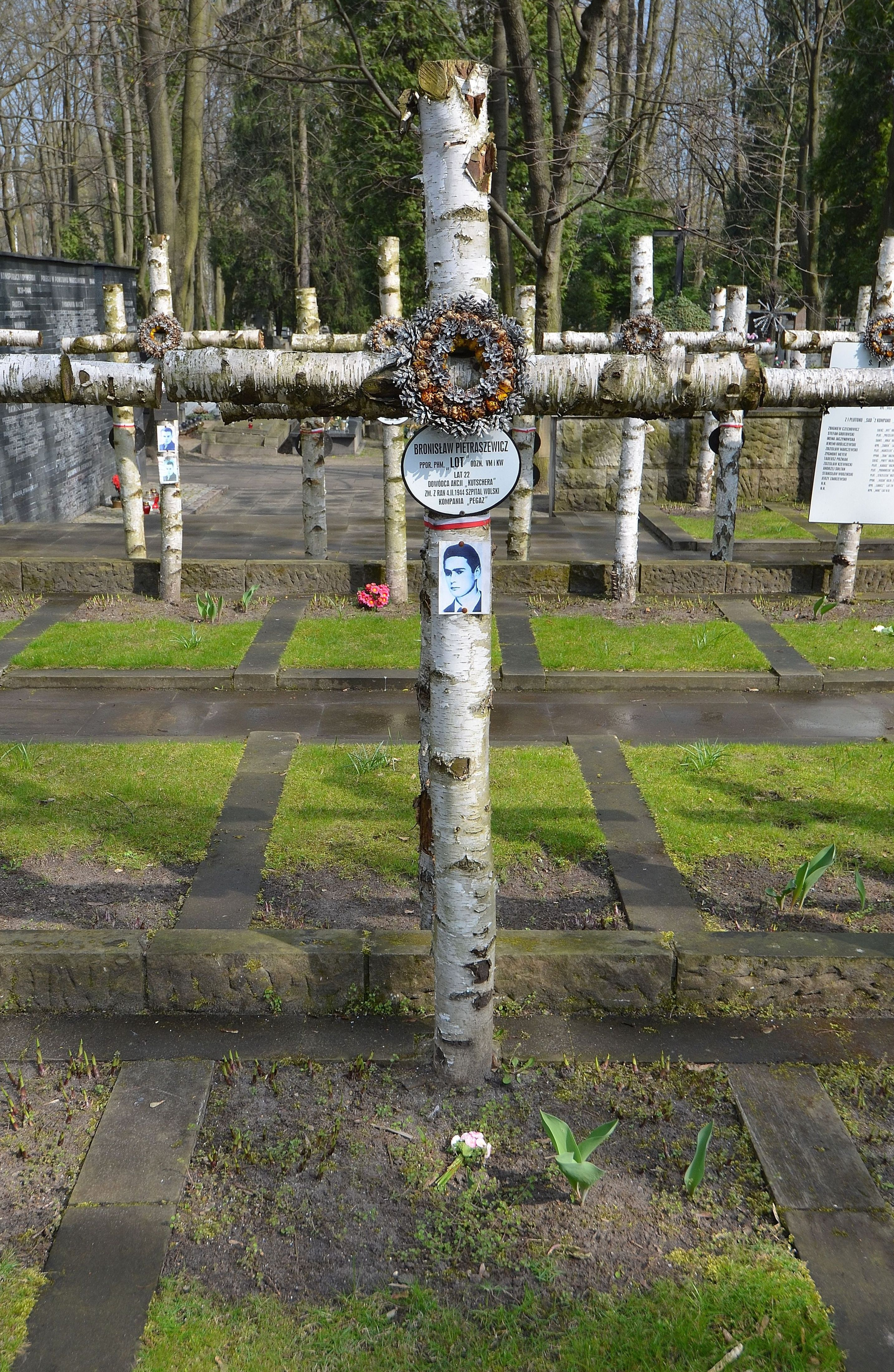
Grób Bronisława Pietraszewicza na warszawskim Cmentarzu Wojskowym na Powązkach

Bronisław Pietraszewicz ps. Lot, Ryś, Bronek (ur. 16 marca 1922 w Duniłowiczach, zm. 4 lutego 1944 w Warszawie) – członek Szarych Szeregów, dowódca I plutonu oddziału dywersji bojowej „Agat”, dowódca akcji i pierwszy wykonawca wyroku na Franzu Kutscherze 1 lutego 1944.

## Życiorys
Urodził się w Duniłowiczach w województwie nowogródzkim (obecnie Białoruś). W 1924 rodzina przeniosła się do Warszawy (tutaj ojciec, Włodzimierz Pietraszewicz, otrzymał pracę w Głównym Urzędzie Miar) i zamieszkała na Żoliborzu. Był uczniem Państwowego Gimnazjum i Liceum im. Księcia Józefa Poniatowskiego przy ul. Leopolda Lisa-Kuli 16. Do wybuchu wojny ukończył w nim I klasę licealną.
Po wybuchu wojny służył w kompanii przysposobienia wojskowego i w jej składzie opuścił Warszawę kierując się do Brześcia. Po rozpadzie oddziału wrócił samotnie do Warszawy. W pierwszych miesiącach okupacji pracował przy rozbiórce zniszczonych domów. Zdał maturę na tajnych kompletach w I Gimnazjum Męskim im. gen. Józefa Sowińskiego w Warszawie, a jesienią 1940 rozpoczął studia na wydziale mechaniki w konspiracyjnej Państwowej Wyższej Szkole Budowy Maszyn i Elektrotechniki im. H. Wawelberga i S. Rotwanda.
Bolesław Pietraszewicz był jednym z najaktywniejszych członków „PET”u. Główny twórca tej organizacji Bolesław Srocki napisał o nim:

(...) Zewnętrznie nie wyglądał na bohatera. Niewysoki, szczupły (...), o śniadej cerze, ciemno i gładko zaczesanych włosach, piwnych oczach pod silnie zarysowanymi brwiami, sprawiał wrażenie nieco wybuchowego i upartego, skłonnego do dysput i polemik teoretyka-intelektualisty. Zdolności jego jako żołnierza i dowódcy były swego rodzaju niespodzianką.

Odważny, opanowany, z wrodzonym poczuciem odpowiedzialności za powierzoną pracę i podwładnych, o ujmującym stosunku do ludzi, cieszył się głębokim zaufaniem swoich przełożonych i kolegów. Znajdujące się w domu Spółdzielczego Stowarzyszenia Budowlanego Urzędników Państwowych przy ul. Marymonckiej 6 (obecnie ul. Słowackiego 38) mieszkanie jego rodziców, z którymi mieszkał, było często wykorzystywane na konspiracyjne spotkania. W 1943 w mieszkaniu odbyła się uroczystość złożenia przez grupę członków „Agatu” przysięgi wojskowej. Wprowadził także do konspiracji swoją młodszą siostrę, Helenę Pietraszewicz-Dubiczyńską, ps. „Wrona”. Aby pomóc finansowo rodzinie, pracował nocami jako stróż w kawiarni „Jaskółka” przy ul. Krechowieckiej.
Był jednym z inicjatorów i głównych wykonawców tzw. akcji megafonowej w dniu święta narodowego 3 maja 1943 na placu Wilsona. Tego dnia grupa pod dowództwem Stefana Rodkiewicza „Lecha” podłączyła zamaskowanym przewodem do telefonicznej szafki rozdzielczej jeden z ulicznych głośników niemieckiego Urzędu Propagandy („szczekaczkę”), urządzając w jednym z pobliskich mieszkań studio nadawcze. O godz. 18.00 przez szczekaczkę nadano poprzedzoną polskimi melodiami wojskowymi 15-minutową audycję składającą się z Roty Marii Konopnickiej i patriotycznego przemówienia zakończonego Mazurkiem Dąbrowskiego. Polskiego hymnu wysłuchało kilkuset zgromadzonych na placu Wilsona ludzi, a informacja o żoliborskiej audycji błyskawicznie obiegła całe miasto.
2 lutego 1943 wziął udział w ewakuacji materiałów i przedmiotów z opieczętowanego przez Gestapo mieszkania rodziny Błońskich przy ul. Brackiej 23.
W 1943 porzucił studia i rozpoczął kurs w Szkole Podchorążych „Agricola”. Wraz z całym PET-em wszedł do Szarych Szeregów, a następnie w sierpniu 1943, wraz z drużyną CR 500, przeszedł z Grup Szturmowych do nowo utworzonego oddziału „Agat” (późniejszy „Pegaz”). W listopadzie objął dowództwo I plutonu „Agatu”.
Brał udział w rozpoznaniu terenu do akcji pod Celestynowem, a 27 maja 1943 uczestniczył w akcji „Sól”, której celem było zdobycie z magazynów fabryki Kijewski, Scholtze i Spółka przy ul. Siarczanej 6 na Targówku chloranu potasu, niezbędnego do produkcji materiałów wybuchowych. Kontrolowana przez Niemców warszawska fabryka była jedynym producentem tej substancji na terenie Generalnego Gubernatorstwa. Zdobyto 21 beczek chloranu potasu i 10 beczek tlenku żelaza.
7 września 1943 uczestniczył w akcji specjalnej na SS-Oberscharführera Franza Bürkla.
1 lutego 1944 dowodził akcją Kutschera, której celem było wykonanie wyroku śmierci na Dowódcy SS i Policji na dystrykt warszawski SS-Brigadeführerze Franzu Kutscherze. Był także pierwszym wykonawcą wyroku.
W czasie akcji został postrzelony w brzuch. Razem z Marianem Sengerem „Cichym” trafił do Szpitala Przemienienia Pańskiego, gdzie był operowany. Z powodu denuncjacji rannych przez granatowego policjanta tego samego dnia po południu został przewieziony wraz z „Cichym” z powrotem do lewobrzeżnej części miasta, gdzie ostatecznie trafił do Szpitala Wolskiego przy ul. Płockiej 26. Został umieszczony na oddziale II płucnym kierowanym przez Janinę Misiewicz. Pomimo dwukrotnej transfuzji krwi, „Lot” zmarł o godz. 8.50 rano 4 lutego 1944.
Został pochowany w tajemnicy w obecnym miejscu, w kwaterze batalionu „Zośka” (kwatera A20-6-19) na warszawskim cmentarzu Wojskowym na Powązkach.
Rozkazem nr 267/BP z dnia 25 marca 1944 Komendant Główny Armii Krajowej nadał pośmiertnie Bronisławowi Pietraszewiczowi Order Virtuti Militari V klasy i awansował go do stopnia podporucznika czasu wojny.

## Upamiętnienie
- Na ścianie domu przy ul. Słowackiego 38/46, w którym w latach 1928–1944 mieszkał Bronisław Pietraszewicz, znajduje się tablica pamiątkowa[22].
- W 1990 jego imieniem nazwano jedną z ulic na warszawskim Ursynowie[23].
- Nazwisko Bronisława Pietraszewicza widnieje na tablicy umieszczonej na kamieniu pamiątkowym znajdującym się w miejscu akcji Kutschera w Alejach Ujazdowskich 23[24].